# 緊急指令10-4・10-10
『緊急指令10-4・10-10』（きんきゅうしれいテンフォーテンテン）は、1972年7月3日から同年12月25日まで、NET（日本教育テレビ）系列の月曜日19時30分 - 20時枠にて全26話が放送された特撮番組。

## 概要
各地のCB無線の愛好家たちが様々な事件に遭遇、無線を通じて事件を知った電波特捜隊が調査に乗り出し、謎を解き明かす様子を描く。
「10-4・10-10」とはアメリカのCBや警察無線で使われる用語で、「テン・コード」と呼ばれるものである。「10-4」（テンフォー）は「了解」、「10-10」（テンテン）は「通信終わり、受信態勢に入る」を意味する略語。
毛利チームの活動は怪獣・宇宙人の撃退から家出人の捜索・非行少女の更生支援まで幅広く、内容の自由度の高さは円谷プロ作品の中でも群を抜いている。もっとも、あくまでも民間組織が中心になって対応するため、規模の大きさでは他作品に劣る面もあるが、事件に関わった人々の姿も丁寧に描かれている。
レギュラー陣は「毛利チーム」と呼ばれるグループに所属しているが、通信手段がCB無線であるため、無線装置を所有する者なら誰でも通信を傍受し、会話に参加することが可能。そのため、事件の調査依頼から解決のための手掛かりとなる情報の提供まで、チーム外の無線愛好家から寄せられる情報がストーリーの進行上重要な鍵となっている。最終話のように無線のネットワークを悪用される危険もあるが、劇中では毛利チームを含む無線愛好家の大半が善人であるため、全編を通じて健全な作風になっている。
企画はNETと電通による『CB無線物語シリーズ テン・フォー、テン・テン』をベースに、企画を持ち込まれた円谷プロダクションが『怪奇大作戦』の方向性を児童向けにアレンジし、科学的裏付けを踏まえて冒険と夢のSFドラマが意図された作品となっている。電通のプロデューサーは、自身が愛好する黒沼健の怪奇小説のような趣向を目指していた。無線を題材にしていることから、当時無線機に力を入れていた三菱電機がスポンサーとなっている。
玩具スポンサーはトミーが担当していた。当時トミーは社長の意向もありキャラクターコンテンツに手を出していなかったが、本作品は数少ない例外のひとつである。
企画段階でのタイトルは『電波特捜隊』。怪獣デザインを担当した米谷佳晃は、企画段階から作品に携わっており、設定考案やマーチャン企画提案なども行っている。
企画書のサンプルストーリー段階から「ネッシー出現！」というエピソードが存在し、脚本や米谷によるネッシーのデザインも完成していたが、時間や予算の都合などから未制作に終わった。ネッシーのデザインは、後に映画『怪獣大奮戦 ダイゴロウ対ゴリアス』に続く円谷プロ10周年記念映画第二弾の『かぐや姫（竹取物語）』に登場する海竜として流用される予定となっていたが、当時円谷プロ社長であった円谷一の急逝により企画自体消滅し、お蔵入りのままとなった。
登場人物を一新した続編も検討されていたが、実現には至っていない。
2013年7月12日と同年9月13日に東映ビデオから、初の全話ソフト化となるDVDボックスの上下巻が発売された。

## 電波特捜隊・毛利チーム
大学教授の毛利春彦が設立した、CB無線の愛好家グループ。主に、無線を通じて様々な事件の調査を請け負う。その活動内容は、未知の生物（怪獣など）との接触から非行少女の更生まで多岐にわたる。
民間のボランティアであるため警察のような権限はないが、毛利が発明した秘密兵器などを駆使して事件に対処する。また、無線愛好家のネットワークは情報の伝達に欠かせない。上記のように、無線装置を所有する者なら誰でも無線を通じて協力することが可能なため、世界中の無線愛好家が協力者と言える。
顧問の毛利以外のメンバーには、左胸に隊員を識別するための「10-4・10-10」のロゴマークが入った防弾バリア発生コイルが縫い込まれたユニフォームスーツとヘルメット、腕時計型無線機、カートリッジの交換によって麻酔弾、煙幕弾、催涙弾、嘔吐ガスを発射可能な電波銃10-4・10-10ガンが支給されている。スーツのマークは偽者が近づくと赤く光る。専用車両はスバル・レオーネ2ドアクーペを使用。ただし、当時発売されていた玩具のトミカでは三菱・ギャランが代用されていた。
設定上は「電波特捜隊」という呼称が存在するが、劇中では「毛利チーム」と呼ばれる。

### メンバー
毛利 春彦
電波特捜隊の設立者で城南大学医学部教授。30歳。怪事件や怪物に造詣が深く、その記憶から的確な解決方法を見つけ出す。隊員たちからは「先生」と呼ばれる。
岩城 哲夫
電波特捜隊のチーフで大学生。23歳。CBコードネームは「鉄仮面」。勇敢で、射撃や格闘技の達人。民間のCB無線クラブの電波特捜隊本部を自宅に設置している。
花形 一平
電波特捜隊のメンバー。21歳。CB無線に夢中で家業の自動車修理工場を放り出している。主に専用のオートバイに乗って活躍する。熱血漢だが、早合点で行動して失敗することが多い。
入江 ナミ
電波特捜隊の紅一点。20歳。CBコードネームは「白雪姫」。普段は家庭教師をしている。行動派でナイフ投げが得意。
コスチュームは、初期は男性メンバーと同じパンツスタイルであったが、後半からミニスカートとなった。
立田 正明
電波特捜隊のメンバー。20歳。真面目で変装が得意。12話を最後に早苗と交代で姿を消した。
松宮 三郎
電波特捜隊のメンバーで16歳の高校生。CBコードネームは「東京股旅ライダー」。一平同様、専用のオートバイに乗って活躍する。サッカーが得意。高校生などの青少年からの無線情報の窓口である。
松宮 吾郎
三郎の弟で12歳の電波特捜隊の最年少メンバー。CBコードネームは「股旅ライダージュニア」。最初は中学生という設定だったが、役者が交代してからは小学生という設定に変更された。子供たちからのCB無線の情報窓口である。少年たちからの怪情報や緊急連絡は全て松宮兄弟の自宅の無線を通じて、電波特捜隊へと流される。
石田 早苗
13話から登場。正明に代わって新しく入隊した女性隊員。年齢は不明。準隊員たちとペンダント型通信機で連絡を取り合う。
三沢 ユリ、南 和子
早苗の友人で、電波特捜隊の準隊員。普段は学生らしい。

## （番組内での）無線用語
- 「10-1」（テンワン）→はじめまして
- 「10-4」（テンフォー）→了解
- 「10-10」（テンテン）→通信終わり、さようなら。「10-4」に続いて使われることが多かった。これを言わないと、通信は続いている扱いになってしまう。
- 「10-15」（テンワンファイブ）→ありがとう
- 「10-34」（テンスリーフォー）→SOS

10-1と10-15については、番組本編終了後の10コード解説コーナーより。

## 登場怪獣
- 米谷はジュニア版の『怪奇大作戦』という捉え方をしていたため、モダンホラーを意識し、ファンタジー色を筋立ての中に醸し出す思いでデザインしたという[12]。ただし、ジュブナイル作品であることから気持ち悪いデザインにはしないようにしたといい、東映作品に登場する怪人との差別化として、少しマンガチックなキャラクターでおどろおどろしいものではない方向性となったという[12]。

植物怪獣 ダーリングウツボ
第1話に登場。
麻薬LS408生産のため、植物学者のヘンリー吉原が生み出した。甘い匂いを出して食料となる動物や人間をおびき寄せ、長い葉を伸ばして捕らえる。
- デザインは米谷佳晃。デザイン画での別名は「植獣」「食獣植物」など。デザインモチーフは『怪奇大作戦』第21話「美女と花粉」に登場する熱帯植物と『ウルトラマン』に登場するスフラン。当初は第2話に登場するものであったため、初期検討デザインでは「食獣」という名称からウツボカズラをモチーフとしていたが、不気味さはあるものの華がなく美しさに欠けるため改められ、赤い花弁が付いた決定デザインとなった。米谷は、頭頂部の花弁の開閉ギミックに人を飲み込む歯が並ぶ大口を別途描いていたが、時間的な制約などから最終的なデザインからは外された。スフランの要素は屋外で動かすという設定から要素が足されたもので、流用ではなくそれに似たパーツを付けている。
- 米谷は後に『ゴジラvsビオランテ』に登場するビオランテの企画検討デザインとしてダーリングウツボをイメージソースとするデザインを提出している。

火炎怪人
第2話に登場。
洞門峻太郎が開発途中の「超耐熱ガラス液」を体に塗り、自ら放火し、火中に盗むという宝石泥棒を繰り返していた。しかし、ガラス液には平衡感覚がおかしくなるという副作用があった。

地底怪獣 アルフォン
第3話に登場。
四足歩行の地底怪獣。コンゴ出身。アルカリ性の強い土壌を好む。
- デザインは米谷佳晃。本作品で唯一の巨大怪獣だが、米谷は作品の方向性を考慮して怪獣ではなくUMAとしてデザインしていたと述べている。頭部のデザインモチーフはアフリカに出現する地底怪獣という設定から、ハダカデバネズミが選ばれた。背中から尾先にかけてはカイコをモチーフとしているが、そのままにするとモスラのように芋虫のような感じになってしまうため、四足獣となった。
- 着ぐるみは『帰ってきたウルトラマン』に登場したステゴンの改造。米谷は、自ら円谷プロの怪獣倉庫へ探しに赴き、高山良策が最後に造形を手掛けたウルトラ怪獣であるステゴンを選んだという。ナイトシーンに登場するため、背中にはアルミ粉が吹き付けられている。

人喰いカビ
第4話に登場。
藤波博士が培養した新種のカビで、オレンジ色をしている。食欲が旺盛で人や牛を襲撃する。襲われた者は皆、骨になるまで食べ尽くされてしまい、藤波博士もこれで死亡した。二人組の悪人・木崎と岩佐に悪用される。
- 書籍『円谷プロ画報』では、人喰いオレンジという別称を併記している。

メカニカル昆虫 黄金虫
第5話に登場。
宝石泥棒の魔術師アルベールがリモコンでコントロールするカブトムシ型の機械。
- 資料によっては、名称を黄金のカブト虫と記載している。
- ミニチュアは、『帰ってきたウルトラマン』に登場するノコギリン（巨大化前）のものを改造している。

アマゾンの吸血鬼 ヴァンゲリラス
第6話に登場。
アマゾンの原住民のお面に付着して日本に入ってきた微生物が湖に住み、巨大化した。動物の赤血球を食料とし、犠牲者を急性の白血病にしたり、触手で獲物の血を吸い取ってしまう。
- デザインは米谷佳晃。当初は名前がないところから始まり、脚本を読んで実物大で水の中に浮くと画になることから、実在する淡水性のクラゲからの発想でバリケーンの改造となった。デザイン画での名称はアマゾンの吸血鬼。書籍『円谷プロ全怪獣図鑑』（2013年）以前の資料ではこちらの名称で記載しており、「ヴァンゲリラス」という名称は後からつけられたもの。書籍『’70年代特撮ヒーロー全集』では、単に吸血鬼と記載している。
- 着ぐるみは『帰ってきたウルトラマン』に登場したバリケーンの改造。デザインモチーフは淡水性のクラゲで、米谷は本来透明にしたかったが不可能なため、全体を白くし、傘の下の触手のみを透明にしている。

奇怪ロボット ミイラ怪人
第7話に登場。
日本各地の公園などに出没した謎のミイラ。その正体は大富豪の高垣家で所有していたミイラで、電波によって操られ、美術館や博物館で展示された際に絵画をすり替え強奪していた。毛利チームの妨害電波によってコントロール不能になって勝手に動き出した後、落雷の影響でパワーアップするが最後は倒された。
- 資料によっては、名称を動くミイラと記述している。
- 米谷は、予算や時間の都合からデザイン画はなく、単純な包帯グルグル巻きにするよう進言したと述べている。

インベーダー
第9話に登場。
地球征服のため宇宙から飛来し、人間に憑依した。憑依された人間は牙と爪が伸びた姿になり、吸血鬼のように人を襲って自分たちの仲間にしていく。バリアや飛行能力などの超能力を使う。好物はクロレラ。
- 資料によっては、名称を青いインベーダーと記述している。
- 米谷は、デザイン画はなく、吸血鬼のイメージを優先したものとなったと述べている。また、米谷は最後の場面で『ミラーマン』のインベーダーのスーツを用いて実体化させることも構想していたが、実現には至らなかった。

生きている真珠
第10話に登場。
人間の体温とバイオリンの音に反応して巨大化する性質を持つ真珠。

どろ人間 ダムラー
第11話に登場。
埋蔵金伝説が伝わる丹沢の森に入った人間を次々に襲っていた。人間の白骨死体が、体を覆う土の中のバクテリアの活動で動いていた。
- デザインは米谷佳晃。デザインコンセプトは、泥で塗り固められた骸骨。米谷はデザイン画はラフ画に対して色付けなどのアイデアを指示するためにマーチャン用の資料のことを考慮して描いたものとしている。当時は「どろ人間」という呼称で、「ダムラー」という名称は後付けによるもの。

超猿人 天才ゴリラ
第12話に登場。
動物園で飼育されていた、生まれつき知能が高いゴリラ。人間の言葉を完全に理解しており、夜に動物園の檻から抜け出していた。
- 米谷は、自身が猿人のキャラクターを登場させることを提案したと述べており、また天才ゴリラの造形の方向性が後に『SFドラマ 猿の軍団』へつながっていったものと推測している。

海賊半魚人 ギルマー
第13話に登場。
アフリカの半魚海獣。沈没船の金塊を引き上げるために人間の脳を移植し、知能を向上させられた。鋭い爪で人間を引き裂く。
- デザインは島崎堯司。ただの半魚人のような見た目だが、子供番組のため、、マンガチックな表情にアレンジされた。
- 名称は、放送当時は「半魚人」で、書籍『全怪獣怪人 上巻』では半魚人ギルマー、書籍『’70年代特撮ヒーロー全集』では半魚人、書籍『円谷プロ画報』では海獣半魚人ギルマーと記載している。

幽霊
第14話に登場。
夫に銃殺された高沢智子の幽霊。

原始人 バラバ
第16話に登場。
性別は女。ゾルバという夫がいる。
- 米谷は、デザイン画は特になかったと証言している。

ねずみ怪獣 ネズギラー
第17話に登場。
ウラン鉱山の放射能でネズミが巨大化。地下に張り巡らされた坑道を利用して、地上にいる人間を次々と引きずり込み食べてしまう。強い匂いを嫌う。
- 書籍『円谷プロ全怪獣図鑑』以前の資料では、名称をねずみ怪獣と記載している。
- デザインは米谷佳晃、造形指示のデザインは島崎堯司。デザイン画での名称は妖怪ネズミ、妖怪大ネズミ。米谷はデザイン画はラフ画に対して色付けなどのアイデアを指示するためにマーチャン用の資料のことを考慮して描いたものとしている。怪獣ではなく突然変異的に大きくなったことから、耳やキバでそこを強調したデザインとなっている。米谷は、映画『緯度0大作戦』の大ネズミまたはCMに用いられたネズミの着ぐるみを改修したと証言している。

大なめくじ スラッグラー
第18話に登場。
ゴミ捨て場のナメクジが巨大化したもの。強力な消化液で人間を溶かす。
- 放送当時は「人喰いナメクジ」という呼称で、書籍『円谷プロ全怪獣図鑑』以前の資料では、名称を大ナメクジと記載している。
- デザインは米谷佳晃。当初はカポックの型取り削り出しで表現される予定であったが、それでは動きに面白みがなく、人間との絡みも考慮して実寸サイズの着ぐるみとカポック成形のミニチュアも用意された。

宇宙怪人 ロック星人
第20話に登場。
第38M星雲・ロック星の宇宙人。山下弦一郎博士を殺害するためにやってきた。
- デザイン担当者は不明。米谷は、衣裳扱いであったと証言しており、『ミラーマン』も担当していたため、手が回りきらず、本編美術がプロップを担当したとしている。ただ、米谷から子供が演じ、顔つきは大人だが小人宇宙人のイメージというギャップを出したいという意見を述べたといい、監督の本多繋がりでミニラ役の小人のマーチャンがキャスティングされたのは嬉しい誤算であったという。

メカ怪鳥 ラゴン
第21話に登場。
正体は杉山大吉が作ったラジコンロボット。くちばしに毒が仕込んである。
- デザイン担当者は不明。米谷は東宝のラドンの飛行用ミニチュアを借りることを提案していたが、実現には至らなかった。

黒いサソリ
第24話に登場。
関口兄妹が暗殺に用いるサソリ。

ミクロピラニア
第25話に登場。
旧日本軍が第二次大戦中に開発した細菌兵器。

## スタッフ
- プロデューサー：大村拓三 （NET） 、高橋亦一
- 脚本：田代淳二、柴田敏行、渥美啓史、高久進、藤川桂介、田口成光
- 企画協力：小久保輝吉、小林正
- 監督：浜野信彦、上野英隆、本多猪四郎、村瀬行光、深沢清澄
- 音楽：渡辺岳夫
- 撮影：中町武
- 照明：佐山五郎
- 美術：栗山吉正、島崎堯司、大村武、川船国彦
- 助監督：深沢清澄、常葉武
- 合成技術：宮重道久
- 編集：小林熙昌
- 記録：当摩浩子、津田矩子、木村雪恵、土屋テル子、森田溶子
- 殺陣：林成二郎
- 制作主任：宇根本工、藤倉博
- 録音：日本録音センター
- 効果：協立音響
- 衣裳協力：西武百貨店
- 現像：東洋現像所
- 制作担当：内田貴夫
- 予告ナレーター：山田康雄、中江真司
- 広告代理店：電通
- 制作：NET、円谷プロダクション

## 主題歌、イメージソング
- 主題歌：「緊急指令10-4・10-10」
- イメージソング：「電波特捜隊」
  - 作詞：東京一／作曲：渡辺岳夫／編曲：松山祐士／歌：水木襄、ザ・ブレッスン・フォー

主題歌は、フルサイズとテレビサイズが別々に録音された。しかし、テレビサイズがそのまま使われたのは第1話のみ。第2話以降は曲の一部がフルサイズに差し替えられ、さらにその後、フルサイズを編集したものに変更されている。
オープニング映像には、カラー放送時代に入ってからの実写特撮としては珍しく、漫画絵を使用している。
上記2曲をそれぞれ収録したレコードは、キャニオン・レコード、東芝レコード、東宝レコードなど、複数社より発売されたことが確認されている。

## キャスト

### レギュラー
- 毛利春彦：黒沢年男
- 岩城哲夫：水木襄
- 花形一平：池田駿介
- 入江ナミ：牧れい
- 立田正明：大野志郎（1 - 8、10、12話）
- 石田早苗：深沢裕子（13 - 26話）
- 松宮三郎：湯原一昭
- 松宮吾郎：松岡淳一（1 - 13話）、根本友行（16 - 26話）

### 声の出演
- 魔術師アルベール：小川真司（5話）[注釈 6]
- スペードのクイーン：平井道子（8話）[注釈 6]
- ロック星人：山下啓介（怪人ロックA・B）、市川治（司令官）（20話）[注釈 6]

## 放送日程
| 放送日        | 話数 | サブタイトル         | 脚本              | 監督       |
| ------------- | ---- | -------------------- | ----------------- | ---------- |
| 1972年 7月3日 | 1    | 狂った植物怪獣       | 田代淳二 柴田敏行 | 浜野信彦   |
| 7月10日       | 2    | 謎の火炎怪人         | 田代淳二          | 浜野信彦   |
| 7月17日       | 3    | 地底怪獣アルフォン   | 田代淳二 渥美啓史 | 上野英隆   |
| 7月24日       | 4    | 人喰いカビ           | 高久進            | 上野英隆   |
| 7月31日       | 5    | カブト虫殺人事件     | 高久進            | 本多猪四郎 |
| 8月7日        | 6    | アマゾンの吸血鬼     | 田代淳二          | 本多猪四郎 |
| 8月14日       | 7    | 闇に動くミイラ       | 田代淳二          | 上野英隆   |
| 8月21日       | 8    | 私は殺される!        | 高久進            | 上野英隆   |
| 8月28日       | 9    | 青いインベーダー     | 田代淳二          | 村瀬行光   |
| 9月4日        | 10   | 死を呼ぶバイオリン   | 田代淳二          | 村瀬行光   |
| 9月11日       | 11   | 妖怪・どろ人間       | 藤川桂介          | 上野英隆   |
| 9月18日       | 12   | 天才ゴリラの初恋     | 田代淳二          | 上野英隆   |
| 9月25日       | 13   | 海獣半魚人の反逆     | 田代淳二          | 上野英隆   |
| 10月2日       | 14   | 黒猫が見た           | 田代淳二          | 村瀬行光   |
| 10月9日       | 15   | 僕は泣かない         | 田代淳二          | 村瀬行光   |
| 10月16日      | 16   | 原始人バラバ         | 高久進            | 深沢清澄   |
| 10月23日      | 17   | 妖怪ねずみ地獄       | 田代淳二          | 深沢清澄   |
| 10月30日      | 18   | 人喰いナメクジ発生!! | 田代淳二          | 上野英隆   |
| 11月6日       | 19   | 大空を飛ぶ少年       | 田代淳二          | 上野英隆   |
| 11月13日      | 20   | 宇宙から来た暗殺者   | 藤川桂介          | 本多猪四郎 |
| 11月20日      | 21   | 怪鳥ラゴンの襲撃!    | 藤川桂介          | 本多猪四郎 |
| 11月27日      | 22   | 少女と花と天国       | 田代淳二          | 村瀬行光   |
| 12月4日       | 23   | 死体を呼ぶ白骨       | 高久進            | 村瀬行光   |
| 12月11日      | 24   | 黒いサソリの恐怖     | 田代淳二          | 村瀬行光   |
| 12月18日      | 25   | 死を運ぶ鳩           | 田口成光          | 深沢清澄   |
| 12月25日      | 26   | 非行少女カオリ       | 田代淳二          | 深沢清澄   |

## 放送局
★ - 制作局・NETと同時ネット（月曜 19:30 - 20:00）
- ★NET（キー局）
- 北海道テレビ[30]
- 青森テレビ：水曜 16:52 - 17:22[31]
- 岩手放送：火曜 18:00 - 18:30[32] → 日曜 6:55 - 7:25[33]
- 秋田放送：月曜 17:30 - 18:00[34]
- 山形テレビ：水曜 18:00 - 18:30[35]
- ★宮城テレビ[36]
- 新潟総合テレビ：水曜 17:20 - 17:50（1973年2月時点）[37]
- 北陸放送：金曜 18:00 - 18:30（1973年2月時点）[38]
- 信越放送：火曜 17:20 - 17:50（1973年2月時点）[39]
- 山梨放送：火曜 18:00 - 18:30（1973年2月時点）[40]

- 中京テレビ：水曜 19:30 - 20:00[41] → 名古屋テレビ：土曜 20:00 - 20:30
- ★毎日放送[42]
- ★瀬戸内海放送[43]
- ★広島ホームテレビ[43]
- ★九州朝日放送[44]
- 長崎放送：金曜 17:00 - 17:30（1973年7月時点）[45]
- ★テレビ大分[46]
- テレビ熊本：土曜 19:00 - 19:30[44]
- 鹿児島テレビ：木曜 18:00 - 18:30（1973年2月時点）[47]
- 琉球放送：土曜 18:00 - 18:30（1973年2月時点）[48]

## 漫画
- 小学一年生 1972年8月号 - 1973年1月号 斎藤ゆずる
- 小学二年生 1972年8月号 - 1973年1月号  林ひさお 、1972年9月増刊号 高須礼二
- 小学三年生 1972年8月号 - 1973年1月号 内山まもる
- 小学四年生 1972年8月号 - 1973年1月号 今道英治
- 小学五年生 1972年8月号 - 1973年1月号 内山まもる
- 小学六年生 1972年8月号 - 1973年1月号 内山まもる